# スフィアのオールナイトニッポンR
『スフィアのオールナイトニッポンR』（スフィアのオールナイトニッポンアール）は、2011年4月16日から2017年3月18日にかけてニッポン放送の深夜枠「オールナイトニッポンR」で放送されていたラジオ番組。2017年3月19日までは毎月第3土曜日の深夜帯（毎月第3日曜日未明）に、同年6月17日からオールナイトニッポンR終了までは不定期での土曜深夜帯（日曜未明）での放送となっていた。
パーソナリティは声優ユニットのスフィアの4人（寿美菜子・高垣彩陽・戸松遥・豊崎愛生）。

## 概要
2011年度の「オールナイトニッポンR」は前年度と同じくニッポン放送が注目するアーティストが月1で担当する枠となっており、2011年3月まで放送されていたmiwaのオールナイトニッポンRが火曜1部へ昇格したのに伴い開始された番組である。
オールナイトニッポンR自体は、旧スペシャルナイト枠（現：オールナイトニッポンR 週替わり枠）で林原めぐみ（2000年7月12日、9月27日）、田中理恵（2003年1月8日）、水樹奈々（2006年5月6日）、神谷浩史（2010年4月16日、2011年10月14日）、茅原実里（2010年7月31日）も出演したが、レギュラーパーソナリティを声優が担当するのは小山茉美が担当した水曜2部以来。
2012年3月までにスフィア以外の「R」月1パーソナリティ枠は終了。それにより、スフィアが「R」唯一のレギュラーパーソナリティとなり、そのほかの週は週替わり枠（金曜Rの代替番組）となった。しかし、グループでの活動休止に伴い2017年3月19日未明（3月18日深夜）をもって、一旦定期放送は終わることになり、それ以降は不定期放送に移行したが、2018年3月のオールナイトニッポンRの放送終了に伴い、オールナイトニッポンR枠としての放送は2017年10月22日の放送で事実上終了した。
10th Anniversary Album「10s（てんす）」発売直後の2019年5月11日に『スフィアのオールナイトニッポン0(ZERO)』として1年7か月ぶりに生放送を行うこととなった。この生放送はメンバーの強い意向があるとされている。

## 番組内容（不定期放送時代）
事前にリスナーから募集したメッセージテーマとフリートークで放送を展開するという、他の週の「オールナイトニッポンR」や「オールナイトニッポン0 (ZERO)」とほぼ同じ展開となるが、定期時代からの継続で4:30以降の『あかつきダイヤリー』のみが継続される。

## 番組内容（定期放送時代）

### コーナー
メンバーそれぞれをメインとして特色あるコーナーを展開する。3時台と4時台で各コーナーを2本ずつシャッフルして放送するため、3時台のみネットの放送局では、未放送のコーナーもある。
2016年4月 - 2017年3月
- みなじいの人生訓

「おとよはん」のコーナーに出てきた『みなじい』のいった勝手な人生訓・世の中の理（ことわり）を受け付ける。寿担当。
- ミソティーンクルーズ

ジャングルクルーズと「三十路」のかけあわせ。ティーンとミソティーン（三十路）の境界線を旅する船 『ミソティーン・クルーズ』なるものに乗って、それぞれの生態を紹介していくジェネレーション・ギャップの確認を行う。
- HARUKAJUKU KAWAii

ファッション&カルチャーWEBマガジン『HARAJUKU KAWAii』のオマージュで世の中のことをなんでも「ハルカワイク」変換して、発信していく。戸松担当。
- スナック『Love is Life』

常にギリギリの所で生きてきた場末のスナック『Love is life』の愛生ママが、 常連客から寄せられるいろいろな相談を、 ビターに、ドライに、ヘビーに答えていく。豊崎担当。
2015年4月 - 2016年3月
- 101人に聞きちゃいました～

101人に聞いたアンケートを元にした、問題と答えを書いて送ってきてもらう。寿担当。
- 押忍!!高垣応援団!!

リスナーが毎日の出来事で凹んだこと、ショックだった事、応援したいな～ということを高垣応援団が三三七拍子のリズムに乗せて応援していくコーナー。
- Two Facebook

オモテウラ、人も物事も全て二つの面でできていることから、日常の出来事のオモテウラを綴ったフェイスブックの記事を送ってもらい、オモテの顔をもつハルルンとウラの顔を持つカッスーが読んでいく。戸松担当。
- ぎおん娘おとよはん

この"ぎおん"は京都の祇園ではなく「もふもふ」とか「つるつる」とかの「擬音（オノマトペ）」のこと。擬音を巧みに扱う舞妓おとよはんの擬音遊びを送ってもらう。豊崎担当。
2014年4月 - 2015年3月
- 寿道の妻たち〜ブキツマ〜

極道、しかしツンデレ。そんな神戸の極道"寿組"三百七十五代目姐（あね）"美菜子姐さん"が斬った、ツンデレ啖呵（＝セリフ）を紹介する。コーナーが進むにつれ下っ端の「サブ（同年9月20日の放送で声優が高垣に決まった）」と姐さんとの恋愛模様がメインになっていき、サブは他コーナーにも影響を及ぼすほどになる。
コーナーの最終回となった2015年3月はこれまでの設定をもとにラジオドラマを制作して放送した。
- たかがキッズランド

日本のどこかにある幼稚園『たかがキッズランド』にいる無邪気な子どもたち"たかがキッズ（男女どちらでも可）"が、大人に向かって空気を読まない質問を堂々とぶつける。
- とまつづか歌劇団!

男前キャラクターである戸松の男前力を磨くべく、様々なシチュエーションとその際の「キリッ！」となる一言を受け付ける。
- ボクの妹が舟を編んだらこうなった

ドラマ・映画などで多数実写化もされているライトノベル。豊崎扮する新人編集が働く出版社「豊崎文庫」に送るイメージで実際にありそうなラノベのタイトルとプロットを受け付ける。元ネタは舟を編む。放送されたネタの中から一番評価された作品は翌月の冒頭のラジオドラマに採用される。
2013年4月 - 2014年3月
- MINAKO GIRLS COLLECTION

東京ガールズコレクションのようなBGMに乗せて、ポージングの時に合うような一言を『スーパーモデル・ミーナ』が紹介する。
- あやっさ〜〜〜ん!

伝説の漫才師『あやっさん』が思わずツッコみたくなる世の中へのツッコミを受け付け、オチのSEで落とす。『あやっさん』の元ネタは横山やすし（やっさん）。高垣担当。
- とまつハルカス!!

世界のどこかにあると言われている、日本一ハイテンションなビル『とまつハルカス』のエレベーターガール（一応名前がつくらしい）がつぶやいたテンションが上がる一言を募集する。元ネタは戸松が事ある毎にあちこちで名前を出していた大阪・阿倍野区に完成する日本初のスーパートール「あべのハルカス（阿部野橋ターミナルビル）」。ところがコーナー開始前から根本は「マックスファイアー!!」と変わってないと突っ込まれ本人も認めた。
- やんやんアキコ

阿波弁のアルパカの女の子『やんやんアキコ』の日常を綴ってもらう。元ネタは京都弁で話すヒツジの女の子をモチーフにしたやんやんマチコ。豊崎担当。
2012年1月 - 2013年3月
- ことぶきみにゃこ&みねこ

20歳（コーナー期間中に21歳を迎えた）という年齢の割には落ち着いている寿の進行を少しでも遅らせるべく甘えん坊キャラクター『みにゃこ』になれるシチュエーションとコメント案、および、アラフォーのアダルティーな女キャラクター『古都舞姫峰子』になれるシチュエーションとコメント案も同時に紹介する
- 明日は彩陽の陽が昇る!

表向きは明るく振舞えど、裏ではネガティブな高垣がリスナーのガッカリエピソードをやさしく聞き、簡単なアドバイスをするコーナー
- マックスファイアー!!

戸松が高校時代に「燃えている」時に使用していたという発言を引用し、「言われると超燃える」というシチュエーションとコメントを募集する。他のメンバー曰く「はるちゃんの身振り手振りがすごいがラジオで伝わらないのが残念」というくらい動いているという。
- 名作朗読劇場『豊崎にて』

本が大好きな豊崎が名作朗読するのだが、実在の名作の一文を改良して、新しい文章を作って「ええ声」で読んでいく。 
ex.2012年1月分・・・「失礼ながら、お嬢様の○○は○○でございますか？」（『謎解きはディナーのあとで』）の「○○」をうめる。
2011年4月 - 2011年12月
- ほうえほうえとくしま

豊崎の出身地徳島県にまつわる勝手なイメージを送るネタコーナー。ちなみに「ほうえ」とは徳島の方言で「へぇー」を表す。「勝手なイメージ」なのでもちろんネタものがほとんどだが、たまに実在ネタが来ることもある。
- 彩陽高垣のすべらないダジャレ!

ダジャレ大好きな高垣にまつわり、毎回テーマに沿ったダジャレや親父ギャグを送ってもらうネタコーナー。初回でネタを読もうとした高垣が先に爆笑してしまい、メンバーに総ツッコミを喰らうこともあって、2回目以降は周りのメンバーでネタを読んで、それに対する反応を見て、ナンバー1ダジャレを決めるコーナーになっている。
- ことぶき!!

寿の名字にちなんで、思わず「○○ことぶき!」と言ってしまいたくなるような幸せな話題を送ってもらうコーナー
- お戸松くん

戸松の名前と「おそ松くん」との掛け合わせ。あたらしい「○松」という名前を考えるネタコーナーだったが、最近はフリーダムな内容になりつつあり、戸松自身も「結構何とでもなる」だったり「録音だから何とでもなるよ」などと発言するほどである（いずれも8月20日放送分より）

### そのほかコーナー
メンバー紹介（2011年4月16日）
レギュラー放送初回。メンバーを1人ずつフィーチャーして一問一答を行い、その後にコーナー発表を行なった。
公開録音スペシャル企画第1弾『スフィ-1グランプリ』（2011年8月20日）
天の声から出されたシチュエーションに対して即興でセリフを作って、一番良かったものを会場のリスナーに選んでもらうもの。
公開録音スペシャル企画第2弾『史上最大のスフィカ割り大会』（2011年8月20日）
会場を4分割し行なったスイカ割り。ただし、本物のスイカを使うわけではなく、サイン入りのスイカを模したビーチボール（通称：スフィカボール）をプラスチックのバットで叩く。ボールに最も近かったメンバーが勝ち。のちにこのスフィカボールは9月17日の放送でリスナープレゼントになった。
sphere-aword 2012〜スフィアワード2012〜（2012年12月15日）
スフィア的No.1（アワード）を決める企画。「ベストスイーツ」と「ベストプレイス」を決定。
sphere's My biggest NEWS BEST3〜スフィア的My重大ニュースBest3〜（2012年12月15日）
各メンバーの重大ニュースを決定する　※寿は「美菜子の宿題」として2013年1月に発表
Thinking Anime-Kohaku!!〜アニメ紅白を考えよう〜（2012年12月15日）
放送曜日上では翌日に行われる「ミュ〜コミ+プラス presents アニメ紅白歌合戦 Vol.2」ではあるが、紅組司会を務めるスフィアにも何か企画させてほしいということで考えてもらった。
sphere's allnightnippon R X'mas -Taiyaki-party!!〜スフィアのANNR的クリパ！たい焼きパーーーティー!〜（2012年12月15日）
28時台ミニコントを行った後の企画。各々でたい焼きを焼き、食すコーナー。しかし、戸松と高垣があまりにも独創的なモノを作ったため、豊崎がオーソドックスなモノを作ることに。
スフィア的今年の漢字二文字（2012年12月15日）
漢字一文字はありふれているので、あえて一年を漢字二文字（熟語）で発表。　※寿は「美菜子の宿題」として2013年1月に発表
プレゼント争奪!コンスフェレーションズカップ （2013年6月16日）
サッカーコンフェデレーションズカップ中継の裏で行われた特別企画
【1st Buttle】勝手にブラジルッぽいグランプリ - ブラジルの声優ユニット"スフィ・ア・ジャネイヨ"のメンバーがいいそうな言葉を言ってもらう
【2nd Buttle】ブラジルクイーーズ
【Final Buttle】ブラジルダジャレ
- sphe'n off!!〜すふぃんおふ〜

2012年10月に唐突に始まったもので打ち合わせの合間のオフにやっている遊びやオフに出来そうな新しい遊び、または不定期に企画をするもの。時間があるときのみ。

## 歴史
2010年
- 6月18日 - 「スフィアのオールナイトニッポンR」（単発）放送
- 12月13日 - 「スフィアのオールナイトニッポン」（城田優のオールナイトニッポン(当時)枠）放送

2011年
- 4月16日 - レギュラー放送開始
- 7月31日 - 『スフィアのオールナイトニッポンR! 史上最大の公開録音スペシャル!!』を大宮ソニックシティで2500人のリスナーを招き開催。16日の放送分ではそのうち500人分のリスナー先行招待を行なった。その他2000人は、8thシングル「LET・ME・DO!!」の購入特典として封入され、さらに抽選で招待。この模様は8月20日の放送で流した。

2012年
- 1月21日 - メンバー担当コーナーをリニューアル
- 3月 - この回をもってSBCでネット打ち切り
- 12月15日 - 11月の放送では放送休止を知らせていたが、放送スケジュールの変更で枠確保ができたため、12月3日に公式サイト上で急遽オンエアされることが発表された。また、通例のコーナーを休止し、年末によくある今年を振り返る放送内容となった。なお、寿美菜子は収録時インフルエンザ感染が確認されたため電話にて出演。STVラジオは「STVラジオ開局50周年〜北海道のために命がけ〜日高晤郎 挑戦!50時間56分生放送」（14日9:00 - 16日12:00）放送のため休止。またニッポン放送はこの時のみ「河西智美 お姉さんに聞きなさい!」放送をするため28:00で飛び降り。このときのみ28:00までフィラーを流し、そこで飛び降り。通常時報跨ぎで放送されるがこの回のみ時報を挟んだ[8]。

2013年
- 4月20日 - 3年目を迎えメンバー担当コーナーをリニューアル。同時にOBSで新規ネット開始。また、KRY・JRT・RNB・RKC・NBCラジオ佐賀の各局がフルネットへ移行[9]。
- 6月15日 - 「ニッポン放送サッカースペシャル コンフェデレーションズカップ2013 日本×ブラジル実況中継」を翌朝6時まで生中継する関係でニッポン放送のみ27:50で飛び降り。メンバーコーナーのみ冒頭から50分に詰め込んだ編成となった。
- 9月27日 - フジテレビの朝ワイド番組「めざましテレビ」のコーナー『ミドリgaマドグチ』にて当番組の一部がオンエアされた。8月の放送で取材に来ており、コーナー担当の松尾翠元アナウンサーがコントに参加した（テレビでのみオンエアされた特別版）。9月21日の放送で、松尾元アナウンサーが前週の代々木ライヴ『スフィアライブ 2013「SPLASH MESSAGE!」』に来場していたと明かされた。

2014年
- 4月19日 - この回からSBCのネット再開（28:00飛び降り）、NBC長崎本局がフルネットへ移行した。

2016年
- 10月15日 - この日は第3土曜日であるが、特別番組『GRANRODEOのオールナイトニッポンR』放送のため休止された。

2017年
- 1月21日 - 2016年12月17日放送「2017年の抱負」で誓った、番組初の生放送。
- 3月18日 - この回をもって定期放送を終了。以降は一旦不定期放送となる。また、この回をもってCBCでのネット打ち切り。
- 6月17日 - 不定期移行後初の放送（第72回）。
- 7月15日 - 当番組はないが、豊崎単独の『豊崎愛生のオールナイトニッポンR』を放送[4]
- 10月22日 - 不定期移行後2度目の放送（第73回）。この日をもって事実上最終回となった。

2018年
- 1月14日 - 寿単独の『寿美菜子のオールナイトニッポンR』を放送。
- 3月31日 - オールナイトニッポンRそのものが終了。

2019年
- 5月11日 - 『スフィアのオールナイトニッポン0(ZERO)』として放送。

## スタッフ
- ディレクター：松岡敦司（開始当時、『ミュ〜コミ+プラス』プロデューサー及び『オールナイトニッポン0(ZERO)』総合統括プロデューサーだった）
- 構成作家：宮澤一彰（通称ダビさん、ダビッツ。『シシド・カフカのZERO』『大原櫻子のZERO』などでも構成作家を務める）

## ネット局・放送時間
※全国19局ネット。放送曜日は全て土曜深夜。最終回までのネット局。
- 27:00 - 28:00（7局）

| 放送対象地域 | 放送局      | 放送対象地域 | 放送局     |
| ------------ | ----------- | ------------ | ---------- |
| 岩手県       | IBC岩手放送 | 香川県       | 西日本放送 |
| 山形県       | 山形放送    | 宮崎県       | 宮崎放送   |
| 福井県       | 福井放送    | 鹿児島県     | 南日本放送 |
| 和歌山県     | 和歌山放送  |              |            |

- 27:00 - 28:30（1局） - 28:30から金光教の時間、28:40から幸福への出発を放送。28:30以降はキー局でありながら放送はなく裏送り対応。

| 放送対象地域 | 放送局                  |
| ------------ | ----------------------- |
| 関東広域圏   | ニッポン放送 （キー局） |

- 27:00 - 29:00（11局）

| 放送対象地域  | 放送局                           | 放送対象地域  | 放送局                     |
| ------------- | -------------------------------- | ------------- | -------------------------- |
| 北海道        | STVラジオ                        | 愛媛県        | 南海放送                   |
| 茨城県        | 茨城放送                         | 高知県        | 高知放送                   |
| 栃木県        | 栃木放送                         | 福岡県        | 九州朝日放送               |
| 京都府 滋賀県 | KBS京都 （京都放送） （KBS滋賀） | 長崎県 佐賀県 | 長崎放送 （NBCラジオ佐賀） |
| 山口県        | 山口放送                         | 大分県        | 大分放送                   |
| 徳島県        | 四国放送                         |               |                            |

### 過去のネット局
| 放送対象地域 | 放送局    | 備考                                                                   |
| ------------ | --------- | ---------------------------------------------------------------------- |
| 長野県       | 信越放送  | 2012年3月打ち切り、2014年4月からネット再開。 2015年3月に再度打ち切り。 |
| 山梨県       | 山梨放送  | 2015年3月放送分まで。                                                  |
| 熊本県       | 熊本放送  | 2015年3月放送分まで。                                                  |
| 中京広域圏   | CBCラジオ | 2017年3月放送分まで。                                                  |